# هينريتش جاسبر
هينريتش جاسبر (بالألمانية: Heinrich Jasper)‏ هو سياسي ألماني، ولد في 1875 في ألمانيا، وتوفي بنفس المكان في 1945. حزبياً، نشط في الحزب الديمقراطي الاجتماعي الألماني.